# Jabînea, Zboriv
Jabînea (în ucraineană Жабиня) este un sat în comuna Kalne din raionul Zboriv, regiunea Ternopil, Ucraina.

## Demografie
Componența lingvistică a localității Jabînea
     Ucraineană (100%)
Conform recensământului din 2001, toată populația localității Jabînea era vorbitoare de ucraineană (100%).